# 파푸아뉴기니의 국가

파푸아뉴기니의 국가는 "오, 모든 아들들아 일어나라"(O Arise, All You Sons)이다. Tom Shacklady가 작사, 작곡하였고, 1975년에 국가로 제정되었다.

## 가사
Oh arise all you sons of this land,
Let us sing of our joy to be free,
Praising God and rejoicing to be
Papua New Guinea.
Shout our name from the mountains to seas
Papua New Guinea;
Let us raise our voices and proclaim
Papua New Guinea.
Now give thanks to the good Lord above
For His kindness, His wisdom and love
For this land of our fathers so free,
Papua New Guinea.
Shout again for the whole world to hear
Papua New Guinea;
We're independent and we're free,
Papua New Guinea.

## 한국어 번역본
오, 이 땅의 모든 아들들아 일어나라
자유케 된 기쁨을 노래하라
하느님을 찬양하며 기뻐하라, 파퓨아 뉴기니.
우리의 이름을 산에서 바다까지(온 누리에) 외쳐라, 파퓨아 뉴기니.
목소리를 높여 선포하라, 파퓨아 뉴기니.
이제 하늘에 계신 선하신 하느님께
그의 선하심과 지혜와 사랑,
자유케 된 선조들의 이 땅에 대해 감사하라, 파퓨아 뉴기니.
온 세계가 듣도록 다시 외쳐라, 파퓨아 뉴기니.
우리는 독립되었고 자유롭네, 파퓨아 누기니.